# Камышлинка (Оренбургская область)
Камышлинка — село в Северном районе Оренбургской области, входит в состав Староборискинского сельсовета. Основано примерно в 1887 году. Население около 90 человек. Площадь 3,5 км². Расположено на реке Камышла, правом притоке реки Сок. Село находится в 12 км севернее районного центра — села Северное.

## История
На 1960 год село относилось к Старо-Борискинскому сельсовету Северного района Оренбургской области.